# Ардолайти
Ардола́йти (каз. Ардолайты) — село у складі Уйгурського району Алматинської області Казахстану. Входить до складу Дардамтинського сільського округу.
Населення — 435 осіб (2021; 419 у 2009, 419 у 1999, 301 у 1989).